# Diallylamin
Diallylamin ist eine organisch-chemische Verbindung aus der Stoffgruppe der aliphatischen Amine. Es ist ein Zwischenprodukt bei der Herstellung von Pharmazeutika, Harzen sowie Pflanzenschutzmitteln.

## Gewinnung und Darstellung
Diallylamin wird technisch durch Ammonolyse von Allylchlorid mit wässrigem Ammoniak bei Temperaturen um 100 °C in Rührkesselreaktoren hergestellt:
Dabei entsteht ein Gemisch der Hydrochloride von Allylamin, Diallylamin und Triallylamin. Durch eine anschließende Destillation werden die freien Amine gewonnen.

## Eigenschaften

### Physikalische Eigenschaften
Diallylamin hat eine Dichte von 0,79 g/cm3 bei 20 °C. Die relative Gasdichte (Dichteverhältnis zu trockener Luft bei gleicher Temperatur und gleichem Druck) beträgt 3,35 und die relative Dichte des Dampf-Luft-Gemisches 1,06 (Dichteverhältnis zu trockener Luft bei 20 °C und Normaldruck). Der Octanol-Wasser-Verteilungskoeffizient liegt bei 1,11.

### Chemische Eigenschaften
Diallylamin ist eine leicht entzündbare Flüssigkeit aus der Stoffgruppe der aliphatischen Amine. Die Verbindung ist löslich in Wasser, Ethanol sowie in Diethylether. Eine wässrige Lösung von Diallylamin reagiert stark alkalisch. Dabei weist eine Lösung der Konzentration 9,7 g/L einen pH-Wert von 11,5 auf. Mit Oxidationsmitteln und Säuren können heftige chemische Reaktionen eintreten.

## Verwendung
Diallylamin findet hauptsächlich Verwendung als Zwischenprodukt bei der Herstellung von Pharmazeutika, Harzen sowie Pflanzenschutzmitteln. Weiterhin wird die Verbindung gelegentlich als Lösungsmittel in der organischen Synthese eingesetzt. Diallylamin wird beispielsweise als Zwischenprodukt bei der Herstellung des Herbizids Allidochlor sowie des Herbizid-Safeners Dichlormid verwendet.

## Sicherheitshinweise
Die Dämpfe von Diallylamin können mit Luft explosive Gemische bilden. Der Hauptaufnahmeweg verläuft über den Atemtrakt, eine Resorption über die Haut muss ebenfalls in Betracht gezogen werden. Bei Aufnahme oder Verschlucken kann es akut zu starken Reiz- bis Ätzwirkungen auf Schleimhäute und Haut kommen. Weiterhin können Lungenfunktionsveränderungen, neurotoxische Effekte sowie Herz-Kreislauf-Störungen auftreten. Angaben zur chronischen Wirkungsweise sind für den Menschen aktuell nicht verfügbar. In einem mikrobiologischen Test erwies sich Diallylamin als nicht genotoxisch. Zur Reproduktionstoxizität und Kanzerogenität liegen bisher keine substanzspezifischen Angaben vor. Diallylamin weist eine untere Explosionsgrenze (UEG) von 0,93 Vol.-% und eine obere Explosionsgrenze (OEG) von ca. 14,2 Vol.-% auf. Die Zündtemperatur beträgt 273 °C. Der Stoff fällt somit in die Temperaturklasse T3. Mit einem Flammpunkt von 7 °C gilt die Flüssigkeit als leicht entzündbar.